# خضرآباد (عنبرآباد)
خضرآباد، روستایی از توابع بخش مرکزی شهرستان عنبرآباد در استان کرمان ایران است.

## جمعیت
این روستا در دهستان محمدآباد قرار دارد و براساس سرشماری مرکز آمار ایران در سال ۱۳۸۵، جمعیت آن ۱٬۴۵۵ نفر (۳۵۶ خانوار) بوده‌است.